# Вотертон-Лейкс (національний парк)
 Національний парк Вотертон-Лейкс (англ. Waterton Lakes National Park, фр. Parc national des Lacs-Waterton) — національний парк Канади, заснований у 1895 році в провінції Альберта.
Парк площею 505 км², розташований за 48 км на південь від містечка Пінчер-Крик, за 245 км від міста Калгарі. Межує на півдні з національним парком Глейшер, штат Монтана, США. Парк названо на честь британського біолога Чарльза Вотертона. Найвища точка в парку — гора Блакістон (англ. Mount Blakiston), котра має 2 910 м над рівнем моря. У 1979 році парк став Біосферним заповідником; в 1995 визнаний, як частина Міжнародного парку миру Вотертон-Глейшер, Світовою спадщиною ЮНЕСКО.
Крипт-Лейк-Трейл (англ. Crypt Lake Trail) — Дуже популярна туристична ділянка парку, льодовикова стежка 16,8 км завдовжки.

## Фізико-географічна характеристика
Національний парк розташований у провінції Альберта, за 270 км на південь від міста Калгарі, і за 130 км на південний захід від Летбриджа на східному макросхилі Скелястих гір.
Площа національного парку становить 505,0 км². Однойменний біосферний резерват розділений згідно з концепцією зонування і включає ядро площею 462,85 км², буферну зону площею 63,12 км², а також транзитну зону, яка включає в себе 20 км смугу на схід і на північ від парку.
Гори в національному парку Вотертон-Лейкс сформовані в ході одного великого руху, а не багатьох дрібніших, як у випадку решти Канадських Скелястих гір. За мільйони років рух з південного заходу на північний схід, дозволив породі пересунутися на 100 км і перекрити молодші (70 мільйонів років) породи. Ця складчастість носить назву Льюїс-Траст (Lewis Thrust).

## Галерея світлин

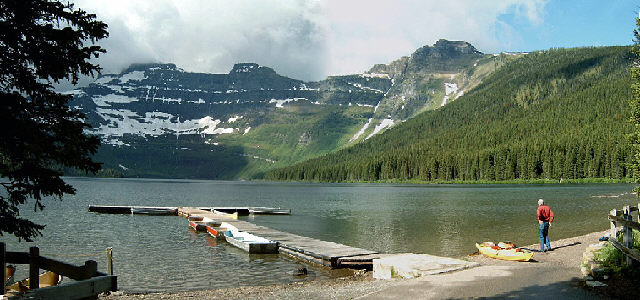
Озеро Камерон (англ. Cameron Lake)
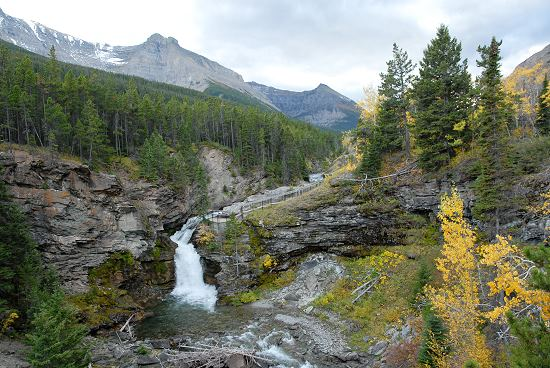
Водоспад Блакістон(англ. Blakiston Falls)
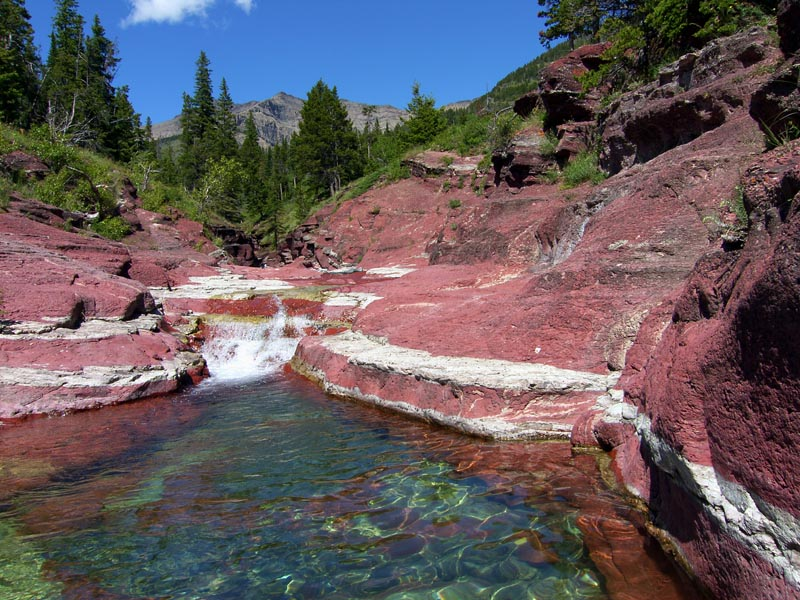
Ред-Рок Каньйон(англ. Red Rock Canyon)
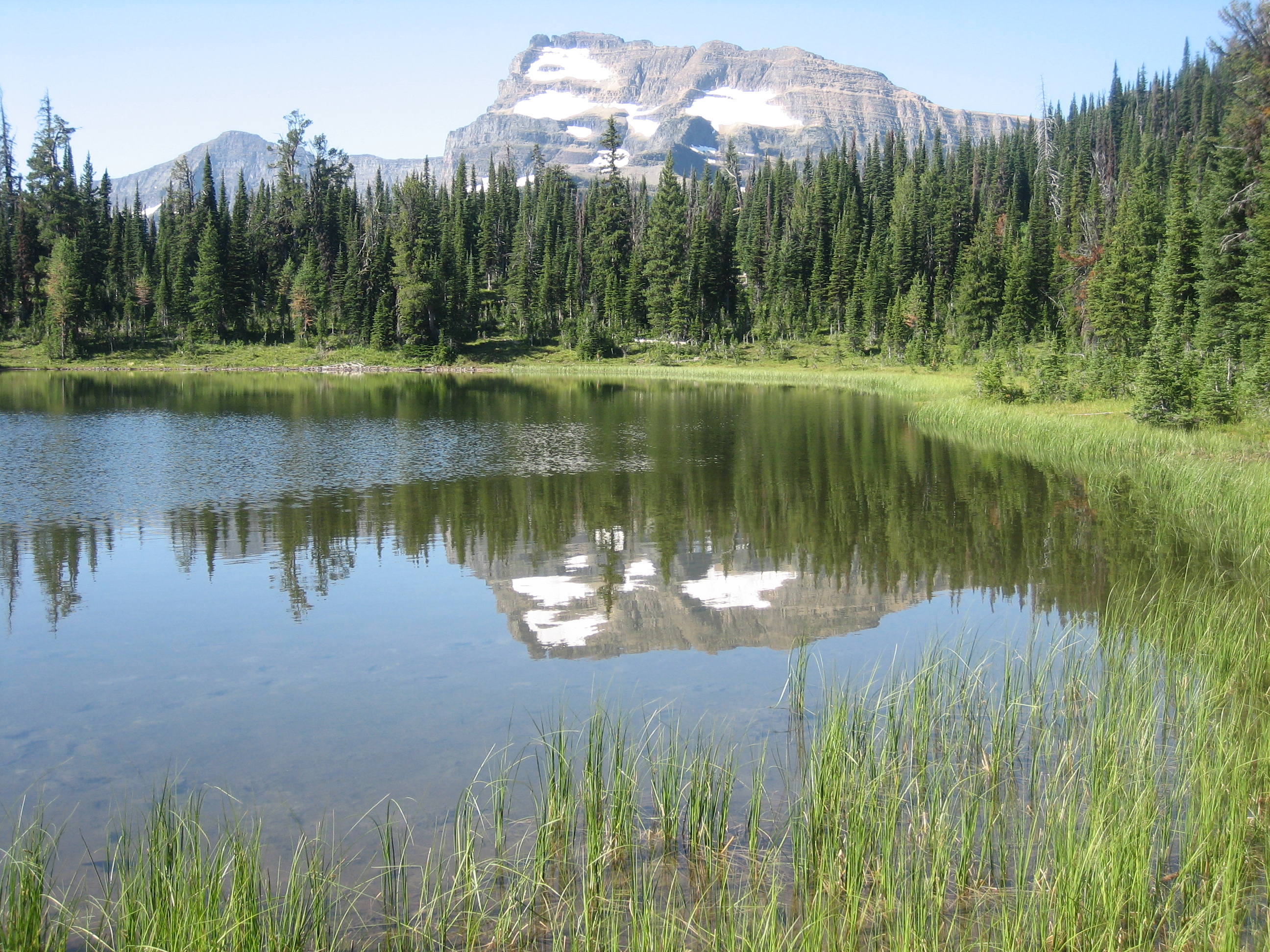
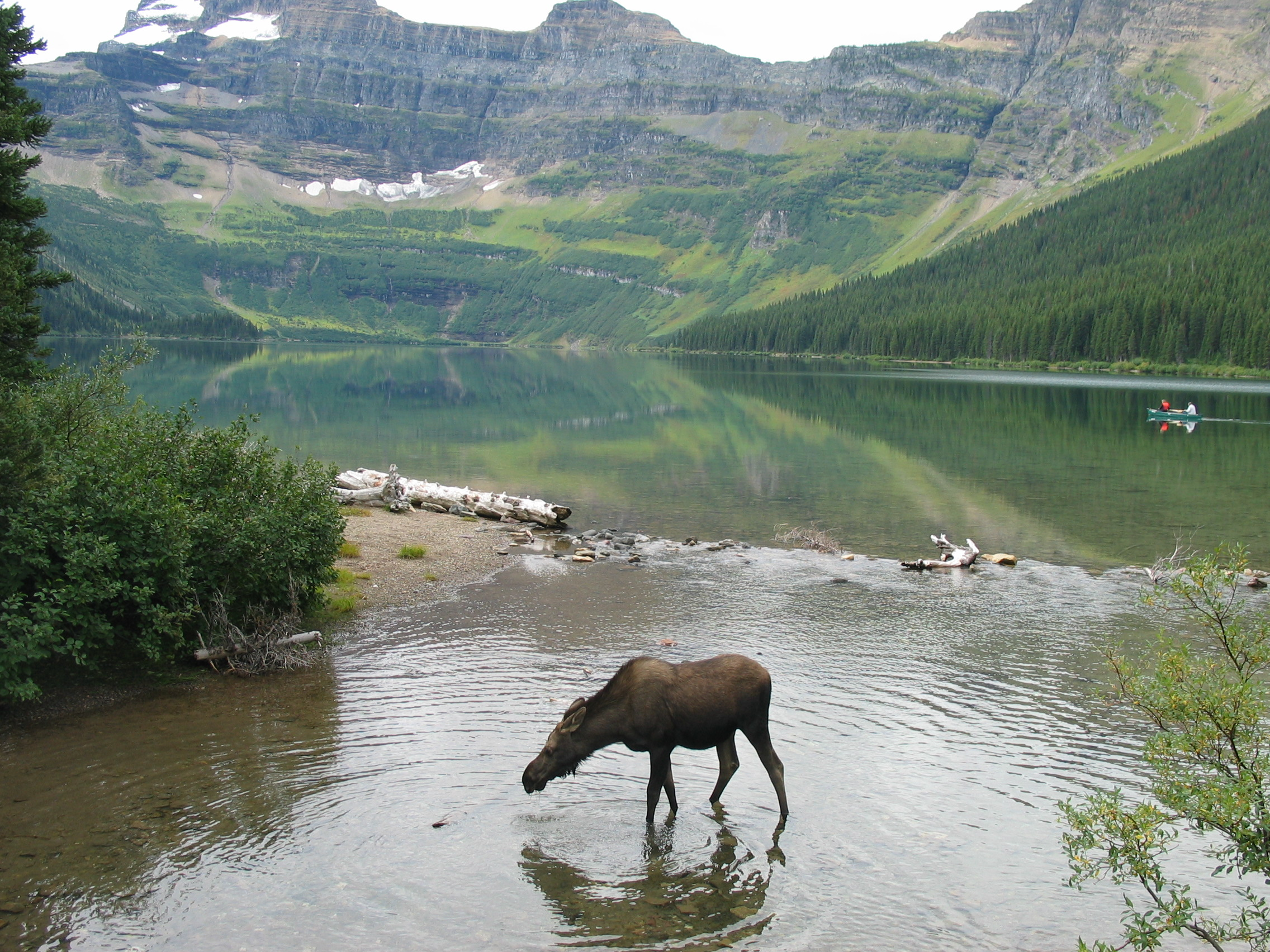
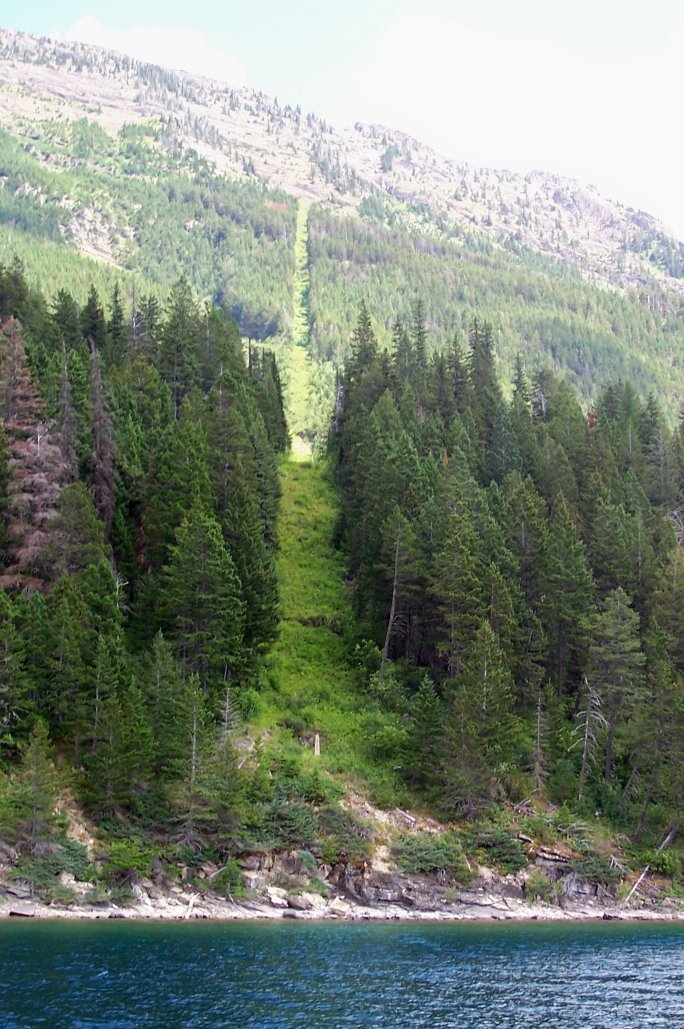

| Канада | Це незавершена стаття з географії Канади. Ви можете допомогти проєкту, виправивши або дописавши її. |